# Kristín Marja Baldursdóttir
Kristín Marja Baldursdóttir (Hafnarfjörður, 21 de enero de 1949) es una escritora islandesa. Se licenció en filología germánica e islandesa en la Universidad de Islandia en 1991.

## Biografía
Nació el 21 de enero de 1949 en Hafnarfjörður. Se desempeñó como profesora de la Universidad Pedagógica de Islandia en 1970 y obtuvo su Bachillerato en Artes (1991). Licenciada en lingüística en la Universidad de Islandia. Retirada de la enseñanza de educación, estudió en Dinamarca y Alemania (especialmente en el Instituto Goethe en Bremen). Trabajó hasta 1995 como periodista para el periódico "Morgunblaðið" de Islandia. Su primera novela La risa de Seagull fue publicada y traducida en idiomas inglés y alemán con gran éxito.

## Novelas
- Hús úr húsi (De casa a casa)
- Karítas án titils (Karítas, sin título)
- Kular af degi (Conforme el día se enfría)
- Mávahlátur (La risa de Seagull) (obra de teatro y película más tarde)